# Jiří Rosický (1948)
Jiří Rosický (* 2. září 1948) je bývalý československý fotbalový obránce. Jeho starší syn Jiří Rosický je bývalý ligový fotbalista, mladší syn je bývalý kapitán české fotbalové reprezentace Tomáš Rosický.

## Fotbalová kariéra
V československé lize hrál za Spartu Praha, na vojně za Duklu Praha, a za Bohemians Praha. Nastoupil ve 104 ligových utkáních a dal 1 gól. Se Spartou získal v roce 1967 ligový titul. V Poháru mistrů evropských zemí nastoupil v 1 utkání, v poháru vítězů pohárů nastoupil ve 2 utkáních a v Poháru UEFA nastoupil v 1 utkání. Za reprezentaci do 23 let nastoupil ke 2 utkáním a za dorosteneckou reprezentaci hrál v 5 utkáních. Dále hrál i za Duklu Praha, Spartak Vlašim a DP Xaverov Horní Počernice.

## Ligová bilance
| Ročník                                   | Zápasy | Góly | Klub                       |
| ---------------------------------------- | ------ | ---- | -------------------------- |
| 1. československá fotbalová liga 1966/67 | 5      | 0    | Sparta Praha               |
| 1. československá fotbalová liga 1967/68 | 7      | 0    | Sparta Praha               |
| 1. československá fotbalová liga 1968/69 | 1      | 0    | Sparta Praha               |
| 1. československá fotbalová liga 1970/71 | 1      | 0    | Sparta Praha               |
| 1. československá fotbalová liga 1972/73 | 4      | 0    | Dukla Praha                |
| 1. československá fotbalová liga 1973/74 | 22     | 0    | Sparta Praha               |
| 1. československá fotbalová liga 1974/75 | 18     | 1    | Sparta Praha               |
| 1. československá fotbalová liga 1976/77 | 17     | 0    | Sparta Praha               |
| Česká národní fotbalová liga 1977/78     | -      | -    | Spartak Vlašim             |
| 1. československá fotbalová liga 1978/79 | 15     | 0    | Bohemians Praha            |
| 1. československá fotbalová liga 1979/80 | 11     | 0    | Bohemians Praha            |
| 1. československá fotbalová liga 1980/81 | 4      | 0    | Bohemians Praha            |
| Česká národní fotbalová liga 1980/81     | -      | -    | DP Xaverov Horní Počernice |
| Česká národní fotbalová liga 1981/82     | 26     | 0    | DP Xaverov Horní Počernice |
| Česká národní fotbalová liga 1982/83     | 29     | 6    | DP Xaverov Horní Počernice |
| Česká národní fotbalová liga 1983/84     | 17     | 0    | DP Xaverov Horní Počernice |
| Česká národní fotbalová liga 1984/85     | 5      | 0    | DP Xaverov Horní Počernice |
| CELKEM 1. československá liga            | 104    | 1    |                            |